# Orden des heiligen Simplicius
Der Orden des heiligen Simplicius, eigentlich Orden der Gesellschaft des heiligen Ritters St. Simplicius, war ein Ritterorden. Gestiftet wurde er am 9. Januar 1492 in Fulda von Abt Johann II. von Henneberg-Schleusingen. „um des Seelenheils willen ... zu Ehren Gottes und Marias sowie Bonifatius', Simplicius' und Faustinus', deren Reliquien in Fulda verehrt werden. Weiterhin ... Friede, Einigkeit und Tugend unter der Ritterschaft fördern.“
Die Stiftungsurkunde verlangte für die Aufnahme eine Ahnenprobe, das heißt, alle vier Großeltern mussten adelig sein („von seinen vier annen von helme und schilde vom adell“), eine Aufnahmegebühr von zwei rheinischen Gulden war vor Eintritt fällig.
Einem Kustos der Gesellschaft waren vier Herren beigeordnet:
- Simon von Schlitz, genannt von Görtz, Marschall des Abtes
- Johann (Hanns) von Ebersberg
- Walther von Mörle (Morle), genannt Beheim (Behem)
- Kaspar von Buchenau

Der Orden war für Männer und Frauen vorgesehen. Die Träger dieses Ordens sollten nie den „heiligen Glauben“ aufgeben. Es bestand die Möglichkeit einer Vererbung oder Rückgabe des Ordens.
Der von Rotteck und Welcker angegebene Stiftungstermin im Jahr 1403 durch Johann von Merlawe, muss angezweifelt werden.

## Ordensdekoration
Die Ordensdekoration war eine silberne Kette an der sich die Buchstaben SS (für St. Simplicius) mit Bandstreife abwechselten. Auf diesen Streifen mit den Worten der christlichen Regeln und den drei Lilien des Stifterwappens hing das Bildnis des Ritters St. Simplicius. Darunter hing der Name und weitere sieben Kettchen mit den sieben Gaben des Heiligen Geistes als Andenken.
Der Orden wurde als Halsorden getragen.
Der Orden wurde niemals förmlich für aufgehoben erklärt, sondern erlosch mangels Mitgliedern zur Zeit der Reformation.